# Pamerkiai
Pamerkiai är en ort i Litauen. Den ligger i den södra delen av landet, 60 km sydväst om huvudstaden Vilnius. Pamerkiai ligger 121 meter över havet och antalet invånare är 131.
Terrängen runt Pamerkiai är platt. Runt Pamerkiai är det glesbefolkat, med 18 invånare per kvadratkilometer. Närmaste större samhälle är Varėna, 14,7 km sydväst om Pamerkiai. I omgivningarna runt Pamerkiai växer i huvudsak blandskog.